# Lahti
Pour les articles homonymes, voir Lahti (homonymie).
Lahti (en suédois : Lahtis) est une ville et capitale de la région Päijät-Häme en Finlande comptant 121 337 habitants (31 décembre 2024) située au bord du lac Vesijärvi.

## Géographie
Lahti est la capitale de la région du Päijät-Häme, en Finlande. À l'origine une partie de la commune de Hollola, la ville a cependant grandi beaucoup plus que sa voisine. La ville est très vallonnée, elle est en effet traversée par la partie centrale et la plus élevée du Salpausselkä (moraine vestige de la dernière ère glaciaire).
Lahti est aussi un important nœud ferroviaire (le symbole de la ville est une roue de train en feu) et le site de deux énormes antennes radio, l'une d'elles ayant été utilisée pour les transmissions en grandes ondes de la radio finlandaise. De nos jours, l'ancien bâtiment de transmission abrite un musée.

## Politique et administration

### Conseil municipal
Les 59 conseillers municipaux sont répartis comme suit:
| Parti                            | Parti                              | Sièges 2021–2025 |
| -------------------------------- | ---------------------------------- | ---------------- |
|                                  | Parti social-démocrate de Finlande | 16               |
|                                  | Parti de la Coalition nationale    | 13               |
|                                  | Vrais Finlandais                   | 10               |
|                                  | Ligue verte                        | 5                |
|                                  | Alliance de gauche                 | 3                |
|                                  | Parti du centre                    | 4                |
|                                  | Chrétiens-démocrates               | 3                |
|                                  | Parti populaire suédois            | 0                |
|                                  | Mouvement maintenant               | 0                |
| Sources : tulospalvelu.vaalit.fi |                                    |                  |

### Élections législatives finlandaises de 2019
Les résultats des élections législatives finlandaises de 2019 sont pour Lahti
|               | Parti social-démocrate de Finlande (SDP) | 16 479 | 25,2 |  |  |  |
|               | Vrais Finlandais (PS)                    | 13 754 | 21,0 |  |  |  |
|               | Parti de la coalition nationale (Kok)    | 13 093 | 20,0 |  |  |  |
|               | Parti du centre (Kesk)                   | 4 240  | 6,5  |  |  |  |
|               | Ligue verte (Vihr)                       | 6 526  | 10,0 |  |  |  |
|               | Alliance de gauche (Vas)                 | 4 502  | 6,9  |  |  |  |
|               | Chrétiens-démocrates (KD)                | 3 959  | 6,1  |  |  |  |
|               | Mouvement maintenant (LN)                | 951    | 1,5  |  |  |  |
|               | Mouvement Sept Étoiles                   | 255    | 0,4  |  |  |  |
|               | Parti pirate                             | 390    | 0,6  |  |  |  |
|               | Réforme bleue (SIN)                      | 230    | 0,4  |  |  |  |
|               | Autres partis                            |        |      |  |  |  |
|               |                                          |        |      |  |  |  |
| Votes rejetés | Votes rejetés                            | 415    | 0,6  |  |  |  |
| Total         | Total                                    | 65 783 | 100  |  |  |  |

## Population

### Démographie

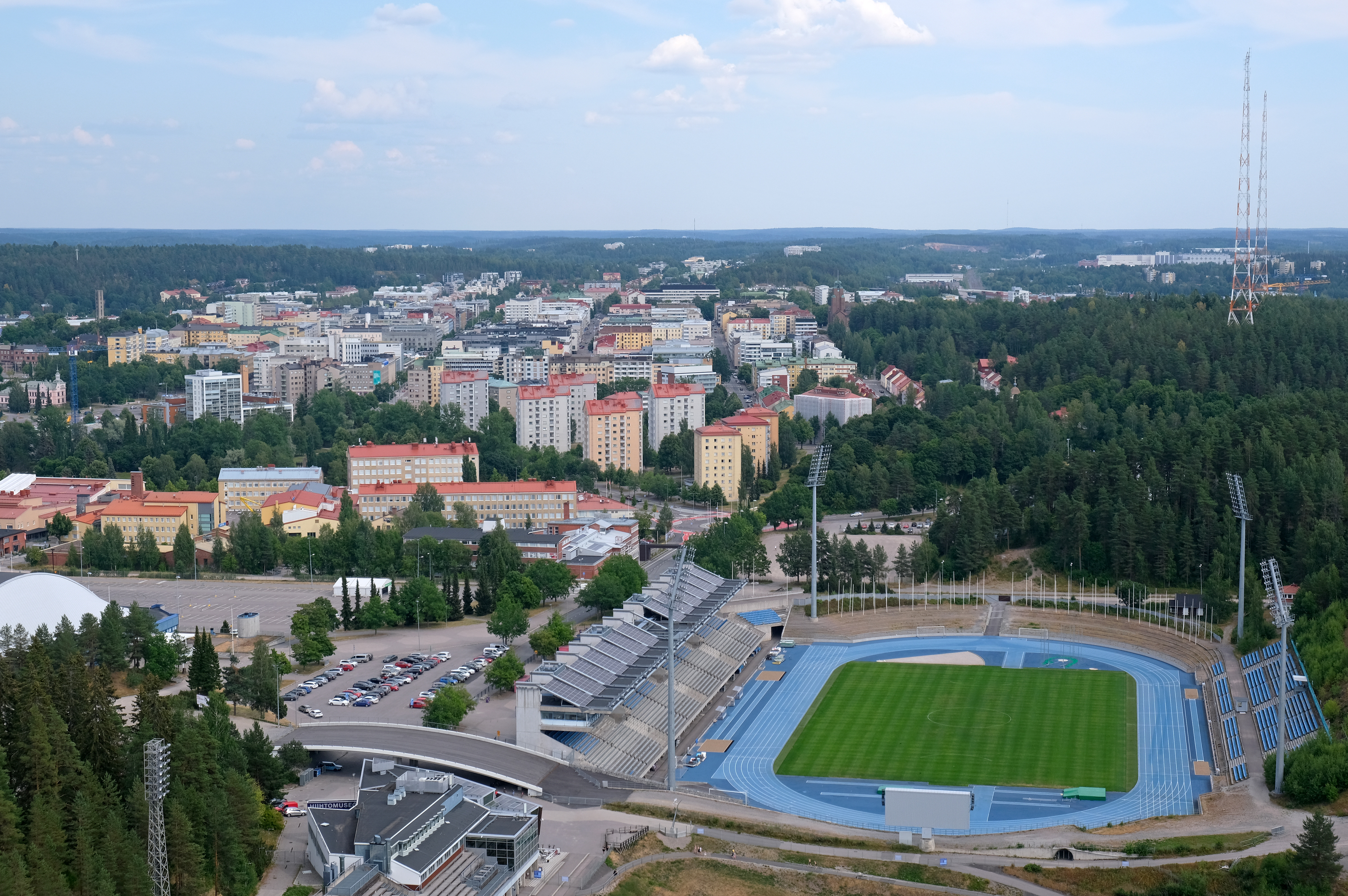
Vue du centre de Lahti.

La démographie de Lahti a évolué comme suit, :
| 1878 | 1905  | 1910  | 1915  | 1920  | 1925  | 1930   | 1935   | 1940   |
| ---- | ----- | ----- | ----- | ----- | ----- | ------ | ------ | ------ |
| 200  | 2 779 | 5 081 | 6 325 | 7 200 | 8 781 | 10 868 | 23 609 | 27 878 |

| 1945   | 1950   | 1955   | 1960   | 1965   | 1970   | 1975   | 1980   | 1981   |
| ------ | ------ | ------ | ------ | ------ | ------ | ------ | ------ | ------ |
| 32 345 | 44 759 | 49 497 | 66 802 | 81 859 | 88 393 | 94 862 | 94 767 | 94 692 |

| 1982   | 1983   | 1984   | 1985   | 1986   | 1987   | 1988   | 1989   | 1990   |
| ------ | ------ | ------ | ------ | ------ | ------ | ------ | ------ | ------ |
| 94 603 | 94 466 | 94 347 | 94 447 | 94 205 | 93 671 | 93 251 | 93 132 | 93 151 |

| 1991   | 1992   | 1993   | 1994   | 1995   | 1996   | 1997   | 1998   | 1999   |
| ------ | ------ | ------ | ------ | ------ | ------ | ------ | ------ | ------ |
| 93 414 | 93 784 | 94 160 | 94 706 | 95 119 | 95 501 | 95 854 | 96 227 | 96 666 |

| 2000   | 2001   | 2002   | 2003   | 2004   | 2005   | 2006   | 2007   | 2008    |
| ------ | ------ | ------ | ------ | ------ | ------ | ------ | ------ | ------- |
| 96 921 | 97 543 | 97 968 | 98 253 | 98 281 | 98 413 | 98 766 | 99 308 | 100 080 |

| 2009    | 2010    | 2011    | 2012    | 2013    | 2015    | 2020    | - | - |
| ------- | ------- | ------- | ------- | ------- | ------- | ------- | - | - |
| 100 833 | 101 558 | 101 787 | 102 358 | 103 005 | 103 882 | 119 884 | - | - |

### Langues et nationalités
En 2018, parmi les 119 951 habitants de Lahti 92,7 % (111 171) ont pour langue maternelle le finnois, 0,4 % (453) le suédois et 0,01% (14) le Sami. La part de locuteurs de langue étrangère est de 6,9 % (8 313). Parmi ces derniers 35,1 % parlent russe. Les autres langues sont l'arabe, l'estonien et le kurde.
Les habitants de nationalité finlandaise sont 114 542, les étrangers 5 409 et sans nationalité 72.
Les principaux groupes de nationalité étrangère sont les russes, les estoniens et les irakiens.

## Économie

### Principales sociétés
En 2020, les principales entreprises de Lahti par chiffre d'affaires sont :
| Société                       | C.A. (M€) |
| ----------------------------- | --------- |
| Osuuskauppa Hämeenmaa         | 834       |
| UPM Plywood Oy                | 464       |
| BE Group Oy Ab                | 190       |
| Luhta Sportswear Company      | 185       |
| Wipak Oy                      | 146       |
| Lahti Energia Oy              | 144       |
| Suomalainen Energiaosuuskunta | 130       |
| Isku Interior Lahti           | 130       |
| Uponor Infra Oy               | 125       |
| Raute Oyj                     | 120       |

### Principaux employeurs
En 2020, les principaux employeurs privés de Lahti sont :
| Employeur                             | Emplois |
| ------------------------------------- | ------- |
| Osuuskauppa Hämeenmaa                 | 1857    |
| UPM Plywood Oy                        | 1469    |
| Luhta Sportswear Company              | 712     |
| Isku Interior Lahti                   | 564     |
| Raute Oyj                             | 502     |
| Wipak Oy                              | 466     |
| Päijät-Hämeen Laitoshuoltopalvelut Oy | 447     |
| Kemppi Oy                             | 403     |
| Novart Oy                             | 399     |
| LAB-AMK, Campus de Lahti              | 387     |

## Architecture et paysages urbains
| Carte de lieux et monuments de Lahti                                              |
| Carte interactive de lieux et monuments de Lahti (cliquer pour voir les détails). |

- Église de la Croix
- Tremplin du Salpausselkä

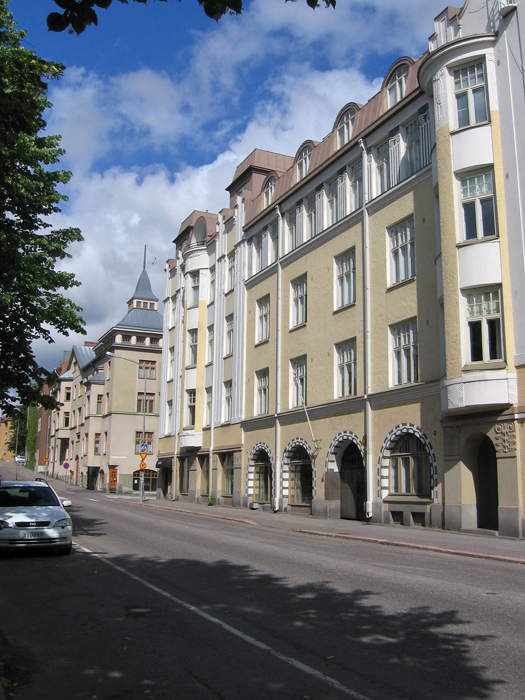
Rue Harjukatu.

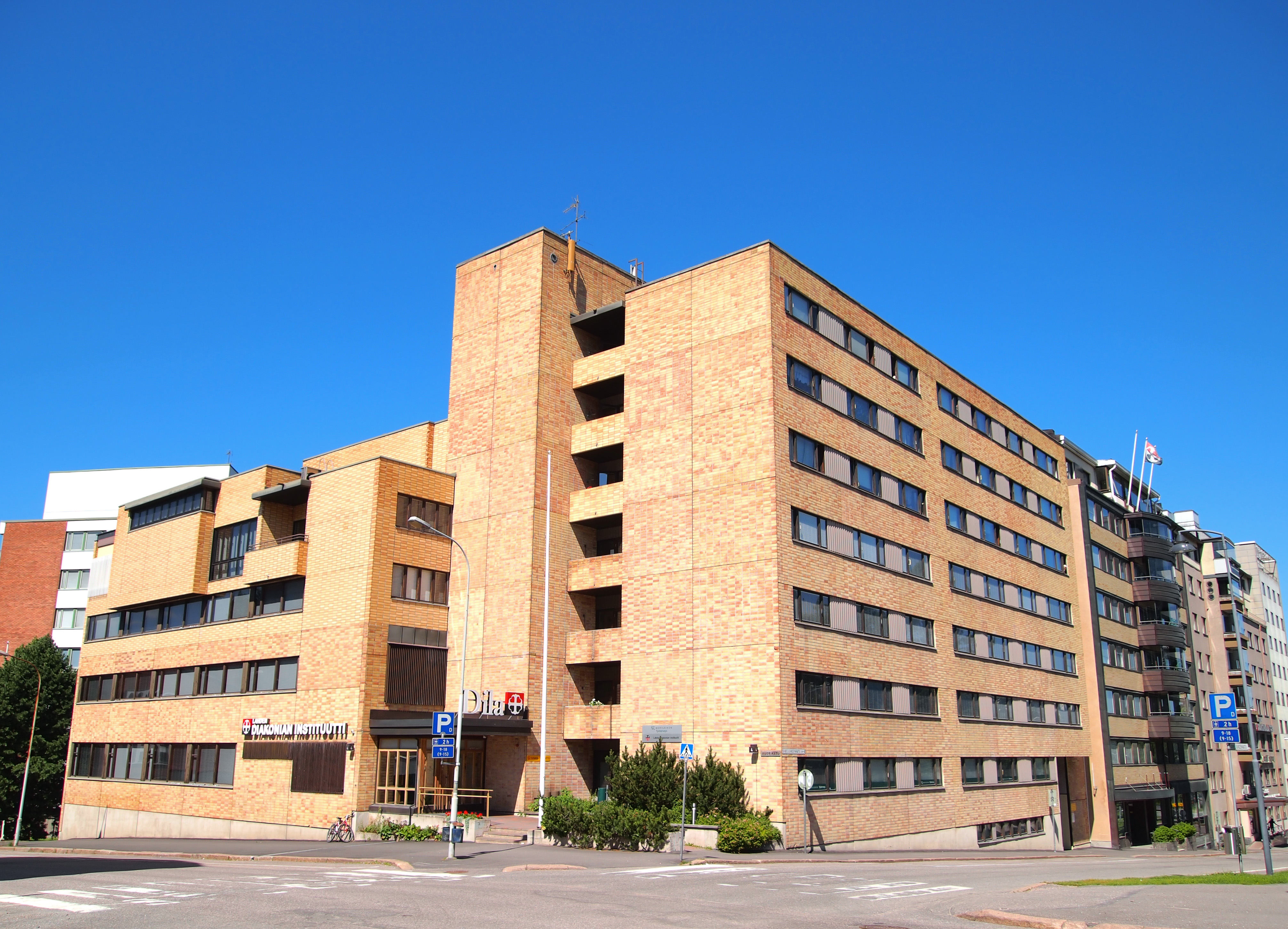
Institut des diaconesses.

- Bibliothèque municipale de Lahti (fi)
- Palais Sibelius,
- Mairie de Lahti,
- Radio-émetteur de Lahti,
- Stade de Lahti,
- Théâtre municipal de Lahti (fi)
- Musée d'Asko (fi),
- Musée municipal de Lahti (fi)
- Suomen moottoripyörämuseo
- Pietarin radan museo
- Parc de Fellman
- Parc central de Laune
- Parc Lanu
- Musée de la restauration (en)
- Musée hospitalier
- Musée de la médecine militaire (fi)
- Musée de la musique militaire (fi)
- Anttilanmäki (fi),
- Casernes de Hennala (fi),
- manoir de Koiskala (fi),
- Place du marché de Lahti,
- Église de Luther
- Gare ferroviaire de Lahti
- Hôpital central de Päijät-Häme

| Carte de lieux et monuments de Lahti                                              |
| Carte interactive de lieux et monuments de Lahti (cliquer pour voir les détails). |

## Transports

### Transports ferroviaires

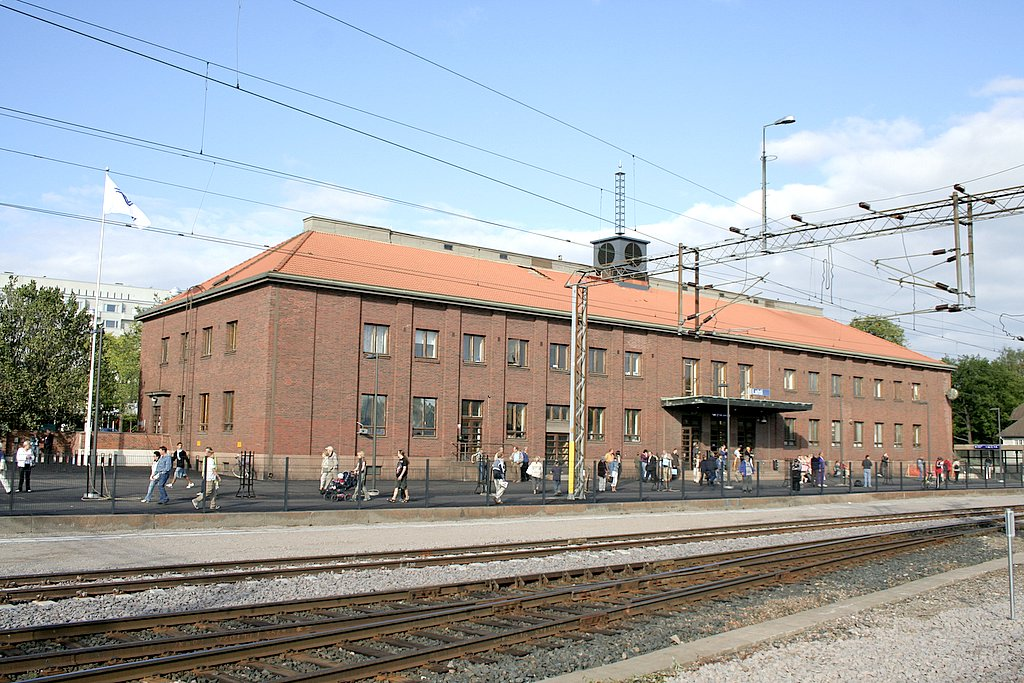
Gare de Lahti.

La voie ferrée Kerava–Lahti est inaugurée en 2006. Les trains les plus rapides relient les centres-villes d'Helsinki et de Lahti en 48 minutes. Les trains locaux s'arrêtent à Mäntsälä et Orimattila.
Lahti est desservi par les trains de banlieue d'Helsinki : les trains Z mènent à la gare centrale d'Helsinki et les trains  G à la Gare de Riihimäki toutes les heures. 
La desserte de la gare de Kouvola est assurée par les trains régionaux de Lahti–Kouvola–Kotka Z et O.
La gare de Lahti est un croisement où se rejoignent la voie ferrée Kerava–Lahti et la voie Riihimäki–Saint-Pétersbourg. Lahti est aussi le terminus des lignes Lahti–Heinola et Lahti–Loviisa (fi). Tous les trains entre Helsinki et l'Est de la Finlande et ceux de la liaison Helsinki–Saint-Pétersbourg–Moscou s'arrêtent à Lahti.

### Transports par bus
La ville est desservie par une vingtaine de lignes de bus locaux. Le transport dans la région du Päijät-Häme est organisé par l'organisme régional de transport nommé Lahden seudun liikenne (fi) (LSL). Les liaisons sont assurées par les compagnies privées Koiviston Auto Oy, Lehtimäki Liikenne Oy, Järvisen Liikenne Oy, Bus Travel Oy Reissu Ruoti et Samuli Haarasilta.
La circulation des bus locaux est centrée sur la place du marché de Lahti. Les arrêts de la rue Aleksanterinkatu sont ceux des bus conduisant au nord et au sud de la ville et ceux de la rue Vapaudenkatu mènent aux parties Est et Ouest.
À partir du 1er juillet 2014 certains ont commencé à desservir le nouveau centre de voyage de Lahti. Le centre de voyage est multimodal et regroupe la gare ferroviaire de Lahti et la gare routière. Les bus de longue distance s'y arrêtent. Presque tous les bus locaux s’arrêtent en bordure des rues Mannerheiminkatu et Vesijärvenkatu à proximité du centre de voyage.

### Transports aériens

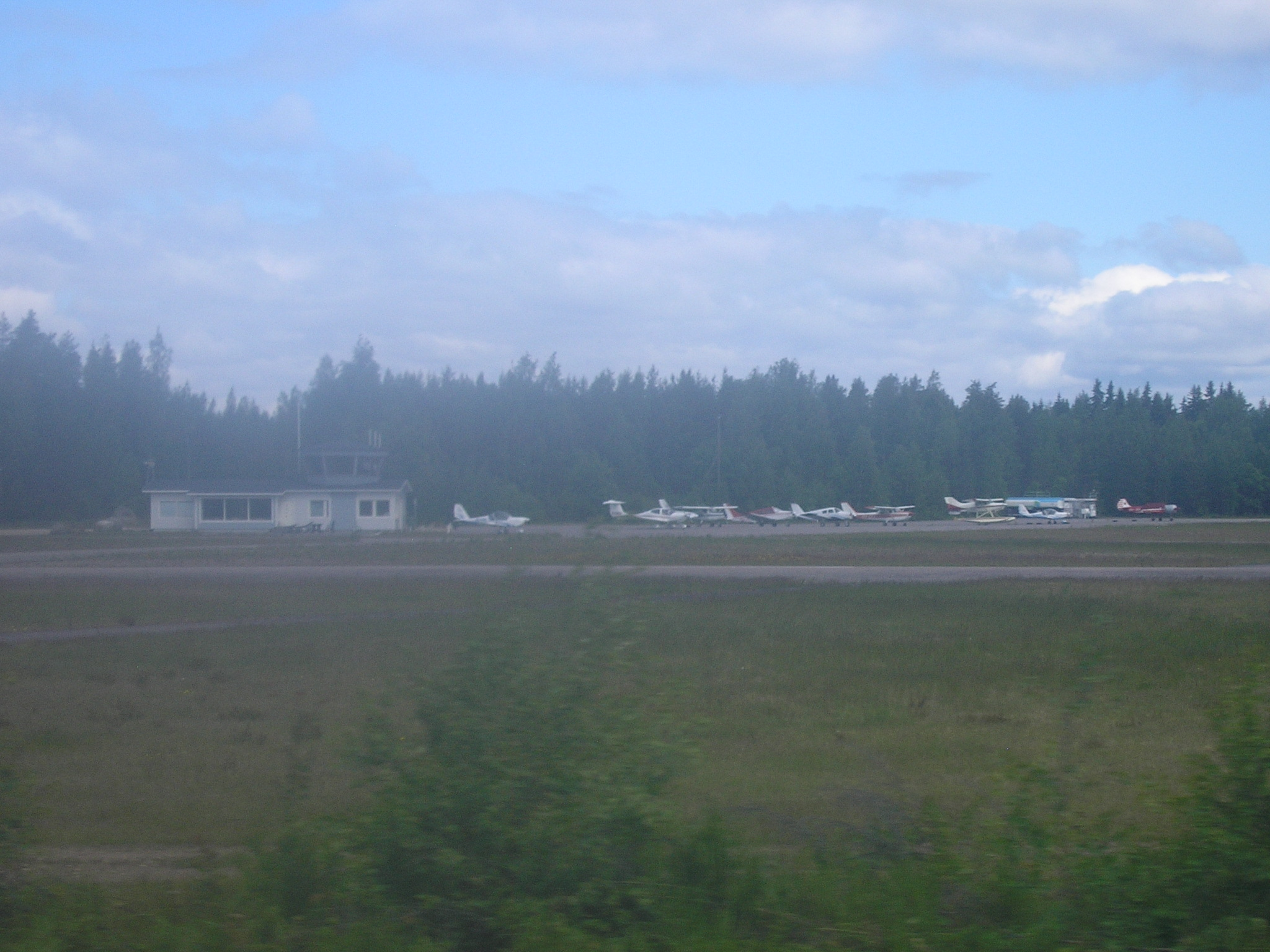
Aérodrome de Lahti-Vesivehmaa.

Les aéroports les plus proches sont: à 90 kilomètres l'aéroport d'Helsinki-Vantaa et à 145 kilomètres l'aéroport de Lappeenranta et l'aéroport de Tampere-Pirkkala.
En plus, à une vingtaine de kilomètres de Lahti se trouve l'aérodrome de Lahti-Vesivehmaa (fi) qui n'a pas de liaison régulière.

### Transports lacustres

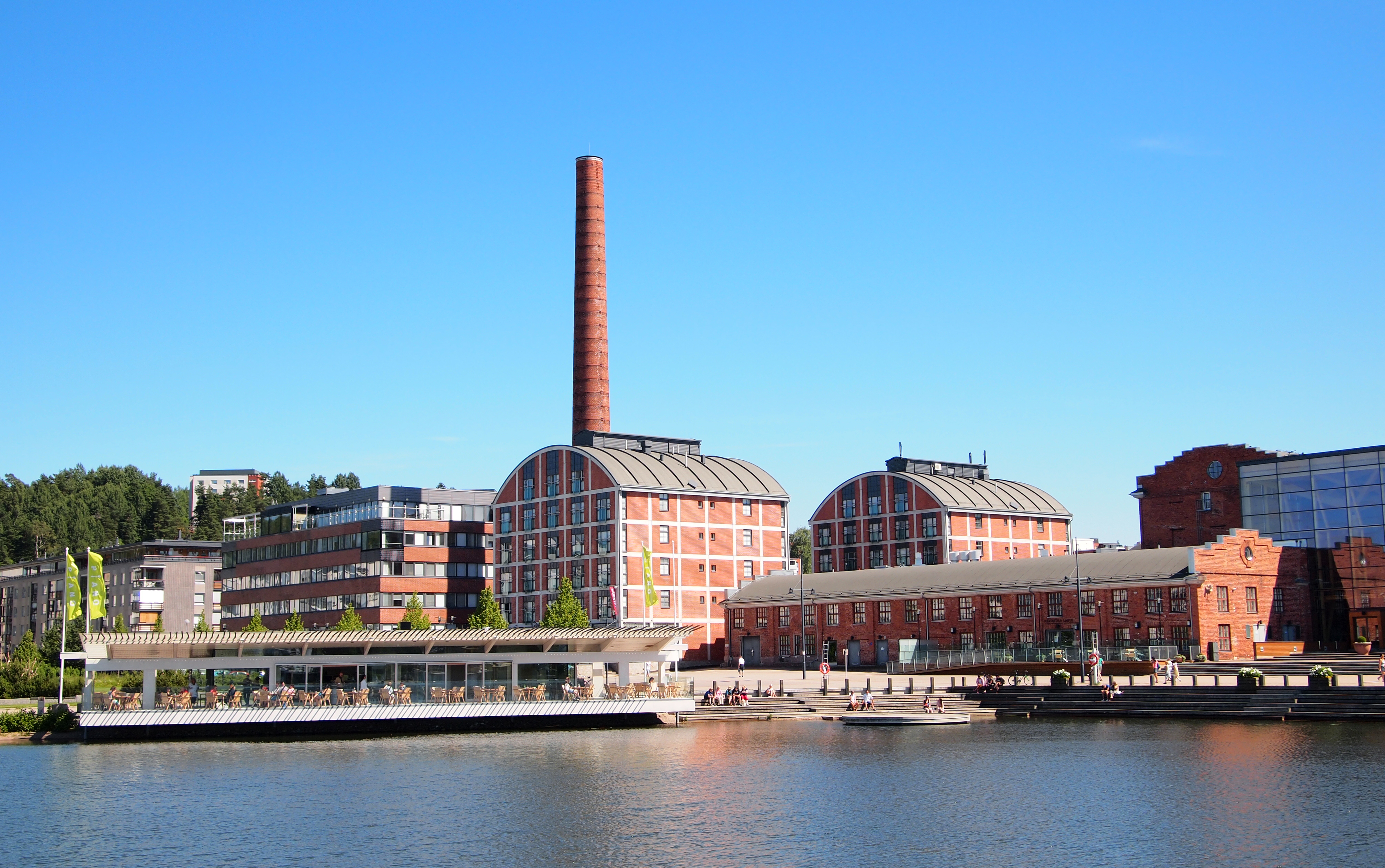
Port de Vesijärvi.

Lahti a trois ports sur la rive du Vesijärvi: le port de Vesijärvi (fi), le port de Teivaa (fi) et le port de Niemi (fi).

### Transports routiers
Lahti est desservie par les routes nationales 4,  12 et 24.
Elle est aussi traversée par les routes régionales 140, 312 et 167.
Les distances par la route (en km) sont :
| - Heinola 34 - Helsinki 104 - Hyvinkää 69 - Hämeenlinna 73 - Iisalmi 359 - Imatra 183 - Joensuu 335 - Jyväskylä 167 - Jämsä 118 - Järvenpää 69 - Kajaani 448 | - Kemi 613 - Kerava 75 - Kokkola 404 - Kotka 115 - Kouvola 62 - Kuopio 280 - Kuusamo 702 - Kärkölä 25 - Lappeenranta 148 - Lohja 130 | - Mikkeli 126 - Mäntsälä 44 - Nurmes 480 - Oulu 505 - Saint-Pétersbourg 351 - Pori 240 - Porvoo 82 - Raahe 499 - Rauma 258 - Riihimäki 61 | - Rovaniemi 712 - Kittilä 862 - Salo 181 - Savonlinna 231 - Seinäjoki 305 - Tampere 126 - Tornio 638 - Turku 213 - Vaasa 367 - Varkaus 215 |

La ville est entourée par les communes d'Hollola, Nastola et Orimattila.

## Culture

### Éducation

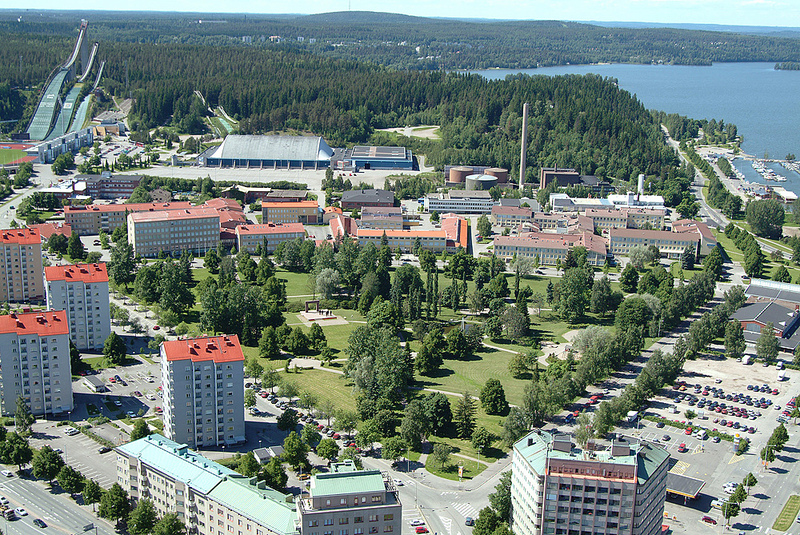
Campus de l'université des sciences appliquées de Lahti.

Lahti dispose de plusieurs établissements d'éducation.
- l'université des sciences appliquées de Lahti et l'une de ses composantes l'Institut de design de Lahti[13] ;
- le département de Lahti de l'université Aalto[14] ;
- le département de Lahti de l'université technologique de Tampere[15] ;
- le département de Lahti de l'université technologique de Lappeenranta[16] ;
- l'Institut des diaconesses (fi) ;
- le conservatoire de Lahti (fi).
- L'Institut professionnel de Kiipula

### Musique

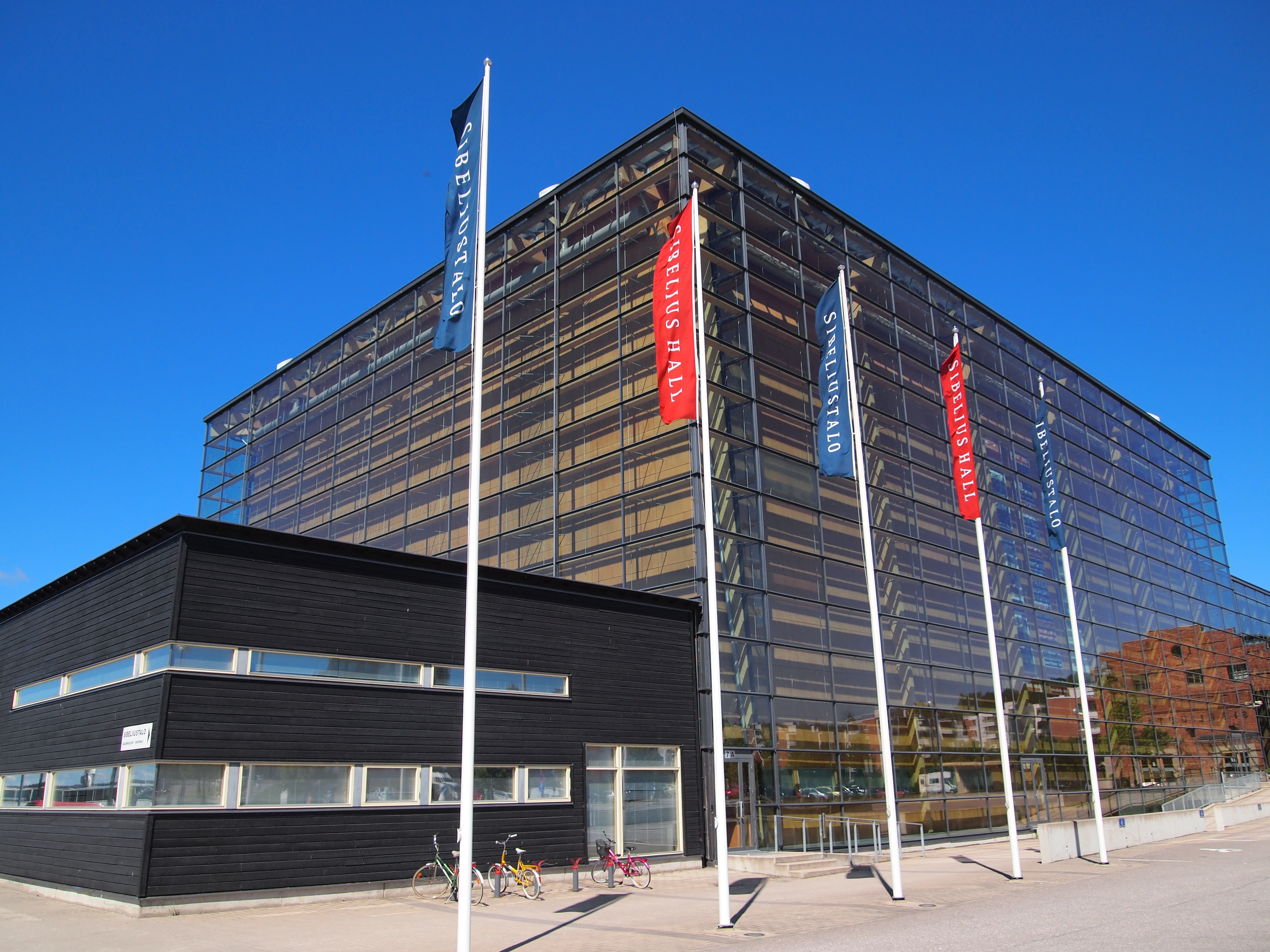
Palais Sibelius.

La cité est aussi versée dans la culture, avec la construction il y a quelques années d'un grand centre de concerts et de congrès, le Palais Sibelius. Cette construction a divisé la population, puisqu'une grande part estimait que l'argent aurait été mieux dépensé dans les domaines de la santé et de l'éducation.
L'orchestre symphonique de Lahti est un des plus connus de Finlande. Il se concentre sur la musique de Jean Sibelius, en raison notamment de la personnalité de son chef d'orchestre Osmo Vänskä, ardent défenseur de l'œuvre de Jean Sibelius.
Le célèbre groupe de Folk-Metal Korpiklaani est également originaire de la ville de Lahti.

### Événements
Du 20 au 27 juillet 2019, la ville de Lahti a accueilli le congrès mondial d'espéranto.

### Jumelages
La ville de Lahti est jumelée avec les villes suivantes :
| Ville | Ville                  | Pays | Pays      | Période     |
| ----- | ---------------------- | ---- | --------- | ----------- |
|       | Akureyri               |      | Islande   | depuis 1947 |
|       | Deyang                 |      | Chine     | depuis 2000 |
|       | Garmisch-Partenkirchen |      | Allemagne | depuis 1987 |
|       | Kalouga                |      | Russie    | depuis 1994 |
|       | Narva                  |      | Estonie   | depuis 1994 |
|       | Norberg                |      | Suède     |             |
|       | Pécs,                  |      | Hongrie   | depuis 1956 |
|       | Randers                |      | Danemark  |             |
|       | Suhl                   |      | Allemagne | depuis 1988 |
|       | Tamsalu                |      | Estonie   |             |
|       | Västerås               |      | Suède     | depuis 1940 |
|       | Wuxi                   |      | Chine     | depuis 2011 |
|       | Zaporijjia             |      | Ukraine   | depuis 1953 |
|       | Ålesund                |      | Norvège   | depuis 1947 |

## Sports

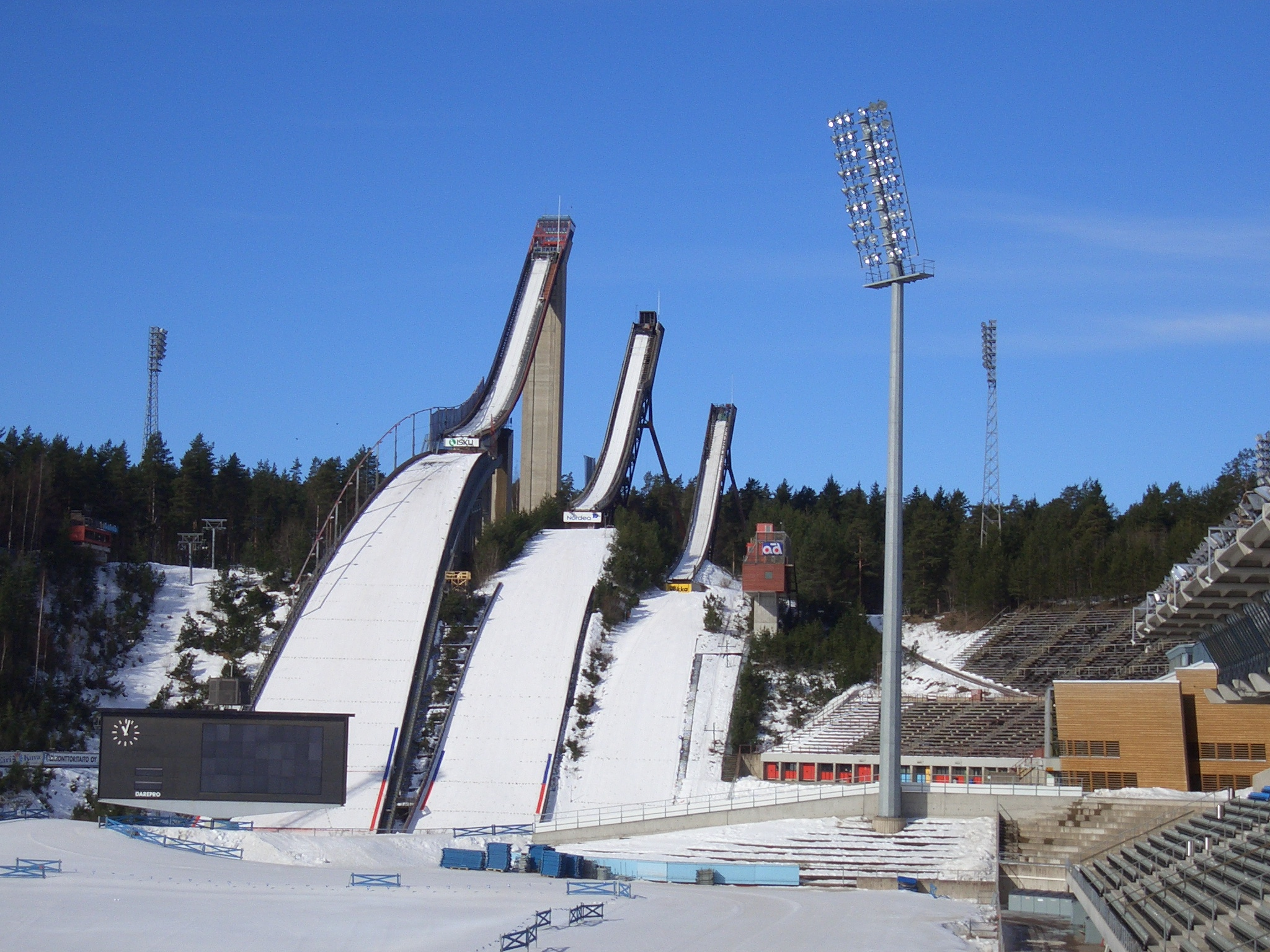
Les tremplins de saut à ski.

Lahti est connue pour son épreuve de Coupe du Monde de sports d'hiver (Salpausselän kisat, ou Lahti Ski Games) qui a lieu tous les ans au stade de Salpausselkä, doté de trois tremplins de saut à ski. Elle fut à sept reprises la ville-hôte des Championnats du monde de ski nordique en 1926, 1938, 1958, 1978, 1989, 2001 et enfin 2017.
La ville est également l'hôte d'un club de hockey sur glace, les Pelicans Lahti et d'un club de football, le FC Lahti ainsi qu'un club de Floorball LASB Lahti évoluant en F-Liiga (meilleur niveau national et international).
Lathi a participé à l'organisation de certaines épreuves des Jeux olympiques d'hiver de 1964, 1968, 1972. La ville a accueilli de nombreux championnats de sport d'hiver.

## Nés à Lahti
- Janne Ahonen (1977-) et Jari Puikkonen (1959-), sauteurs à ski
- Jari Litmanen (1971-) et Petri Pasanen (1980-), footballeurs
- Hannu Koskinen (1953-), Kari Eloranta (1956-) et Toni Lydman (1977-), hockeyeurs
- Tero Kaski (1950-2001), promoteur du reggae en Finlande

## Divers
L'astéroïde (1498) Lahti fut nommé d'après la ville par son découvreur, l'astronome Yrjö Väisälä.

## Galerie

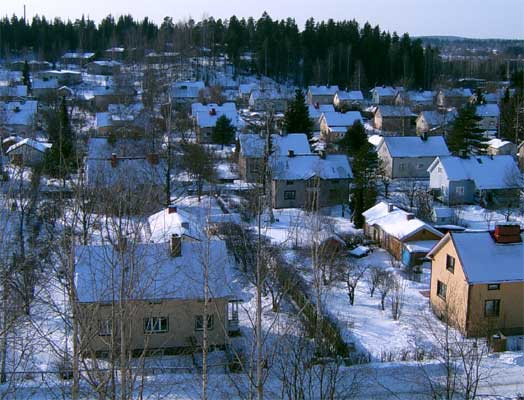
Kerinkallio.
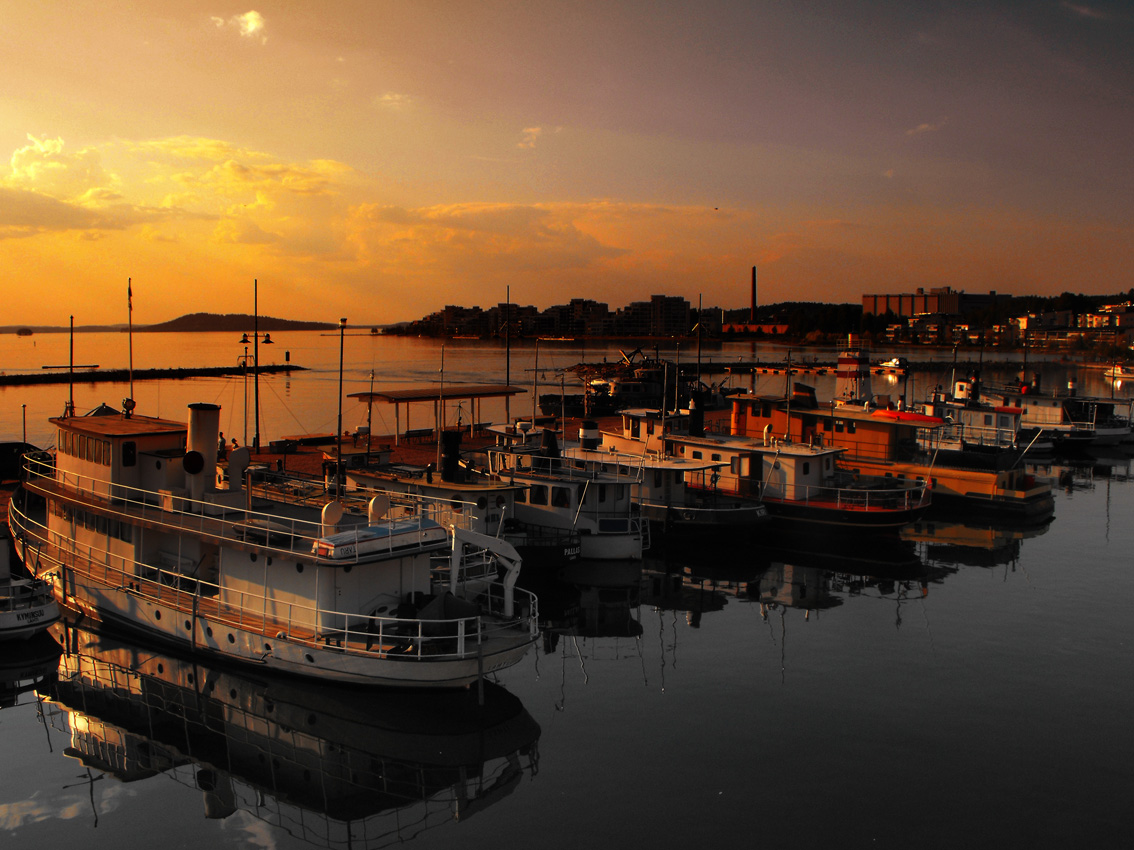
Le port de Lahti.
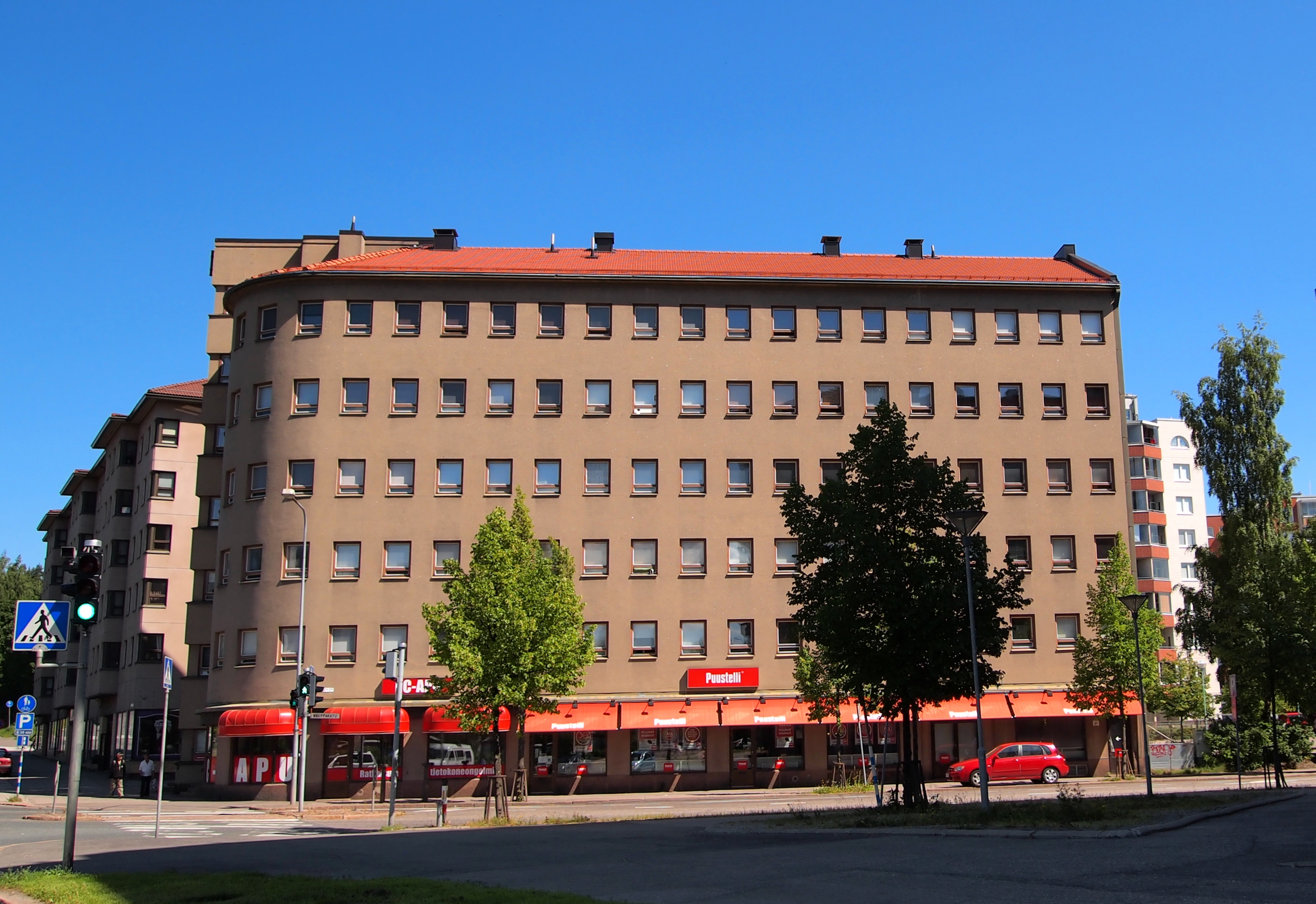
La rue Kauppakatu.
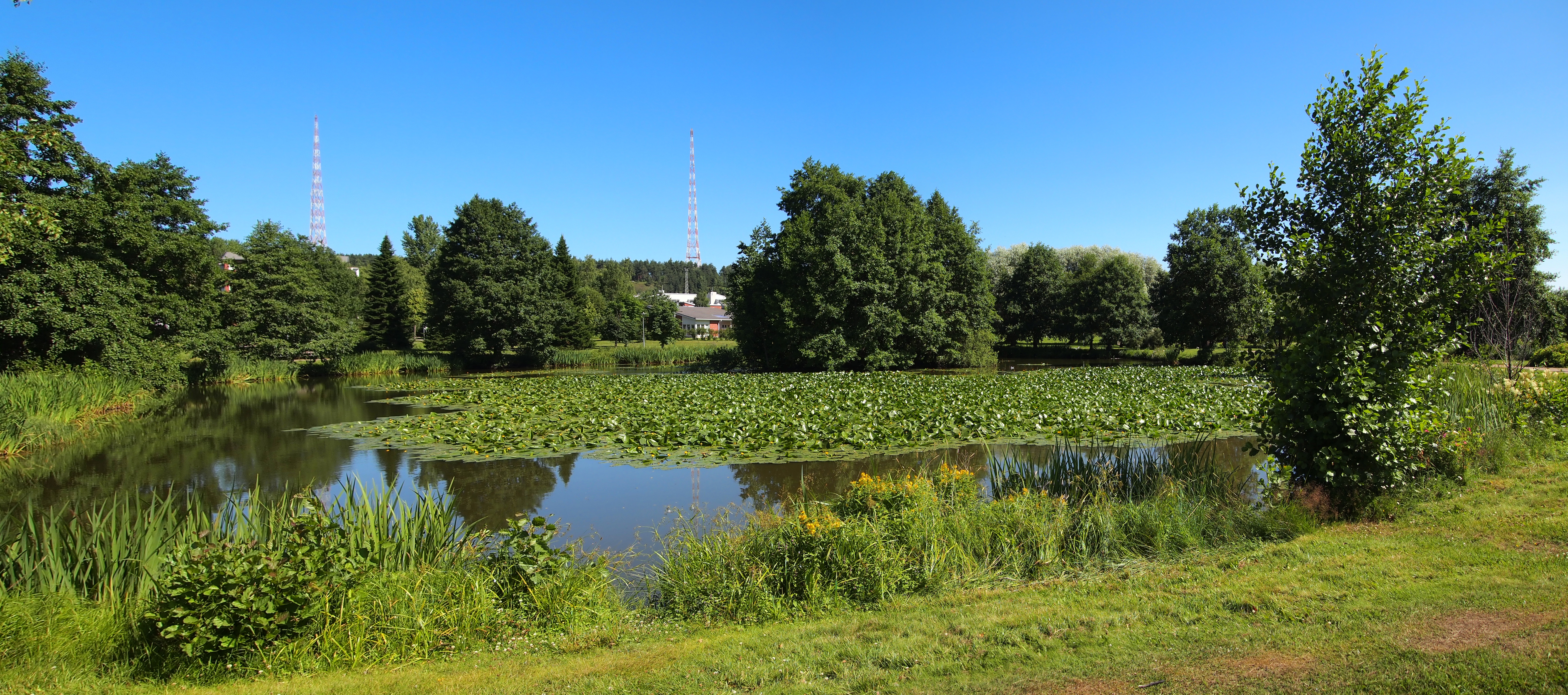
Étang du parc Laune.
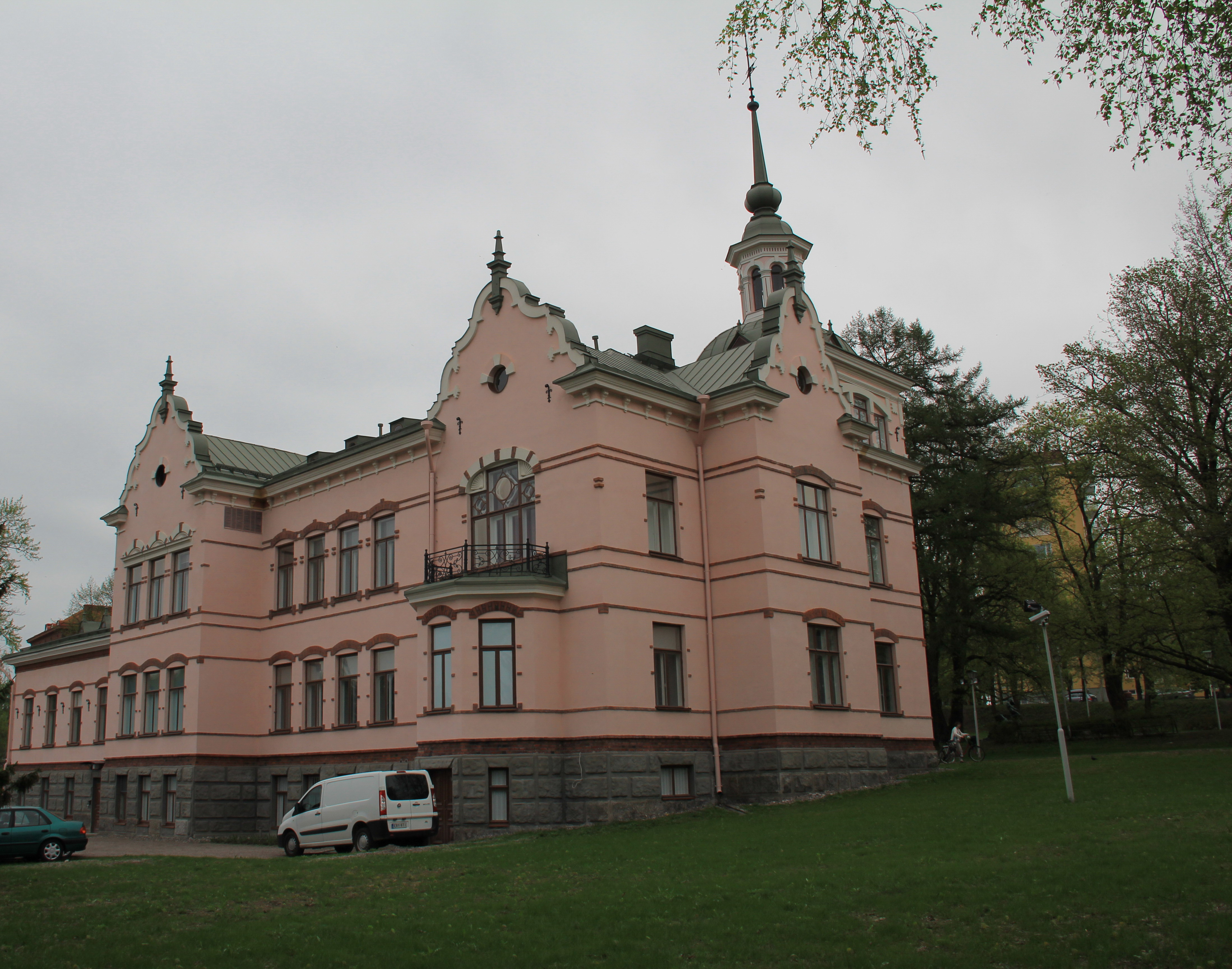
Manoir de Fellman.

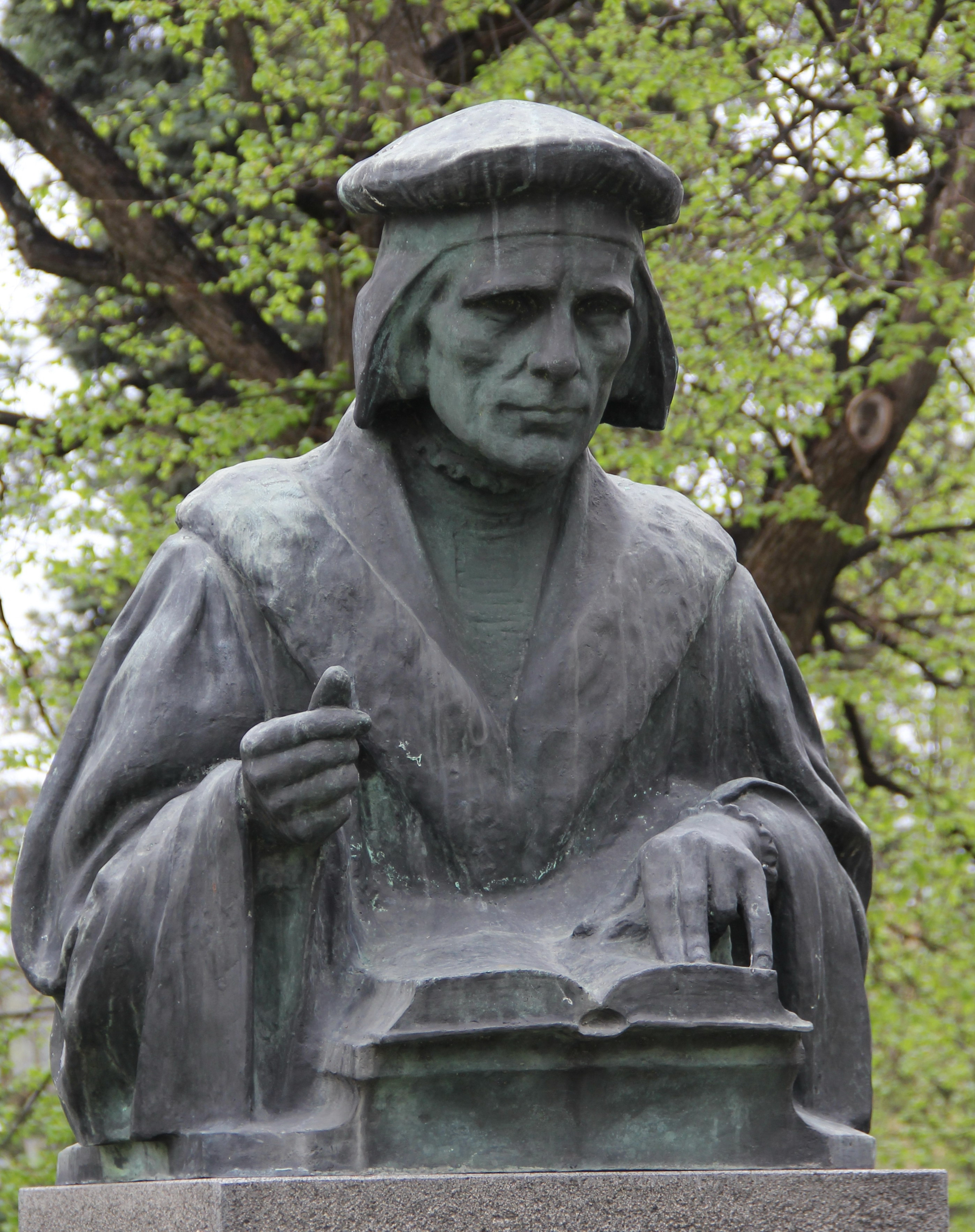
Buste de Mikael Agricola sculpté par Emil Wikström.
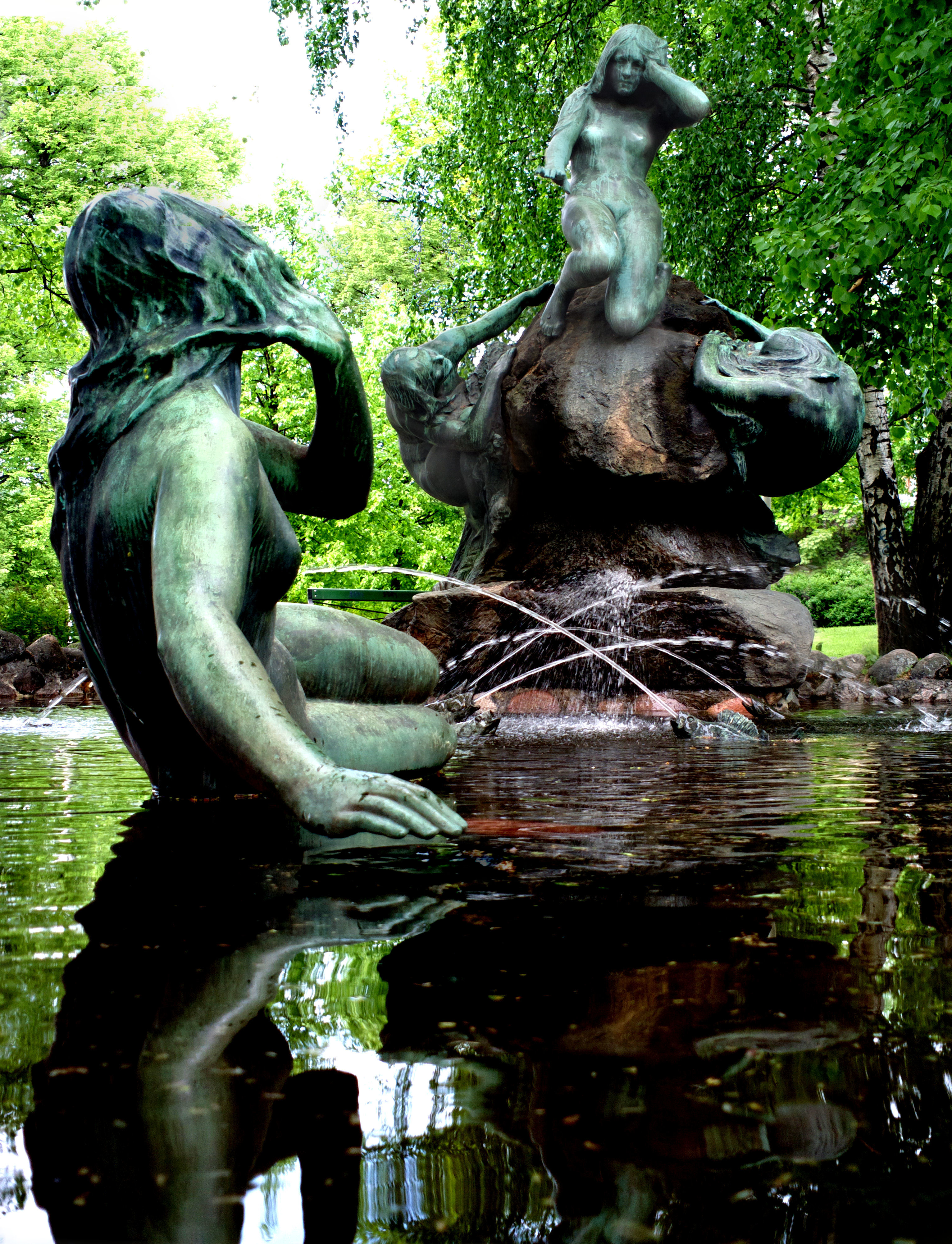
Statue d'Aïno sculptée par Emil Wikström.
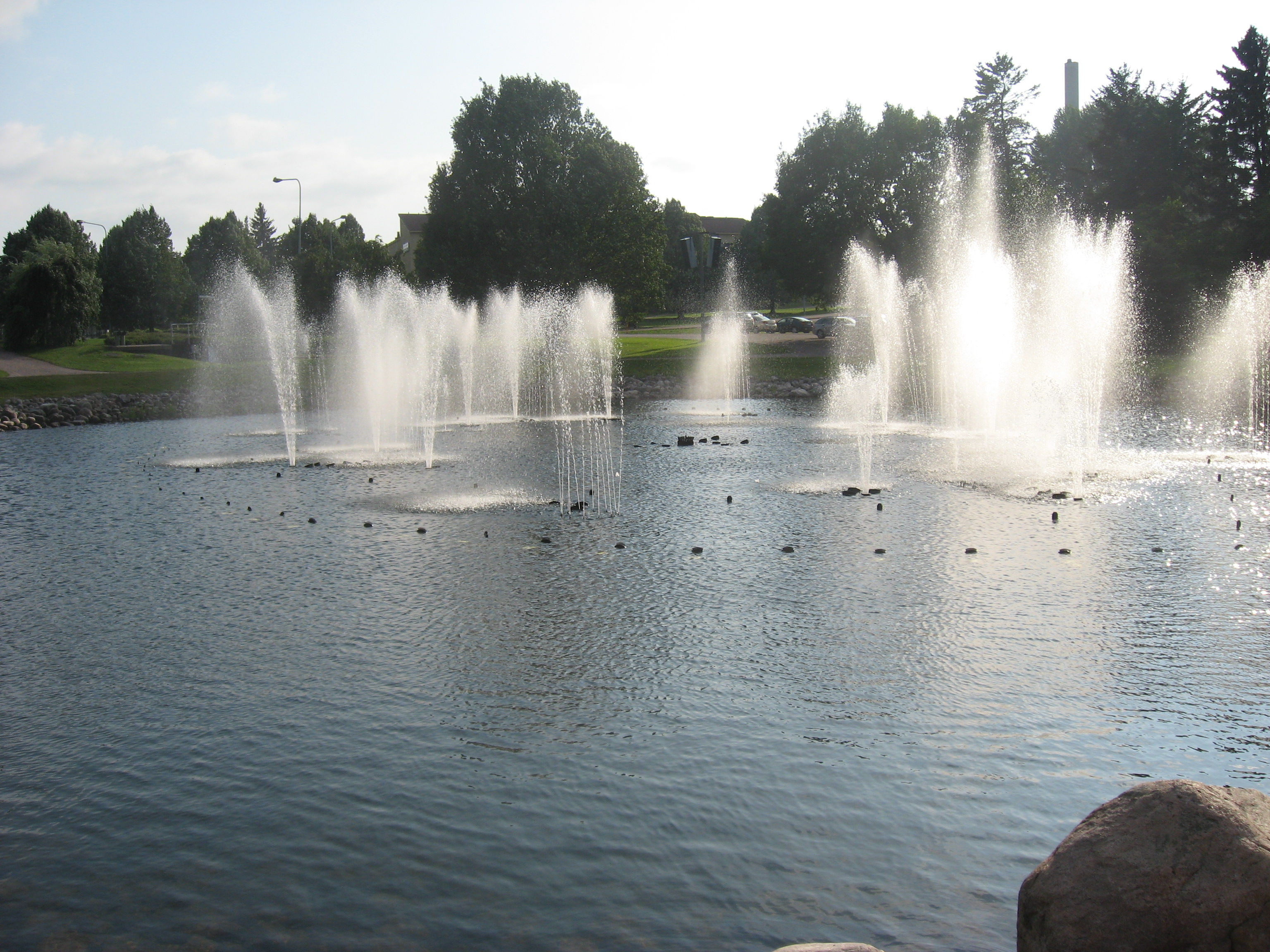
Lac Pikku-Vesijärvi.
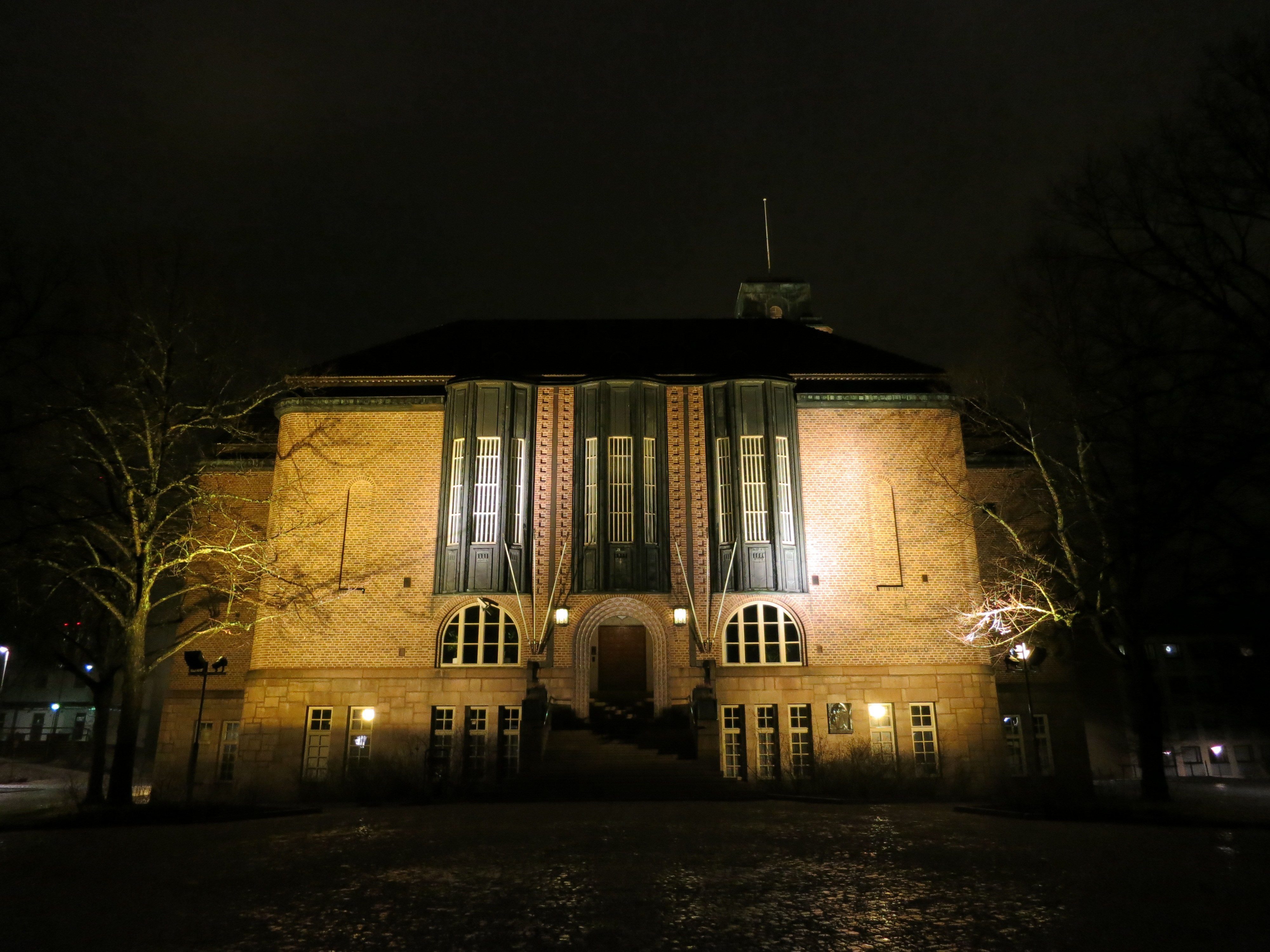
Mairie de Lahti.
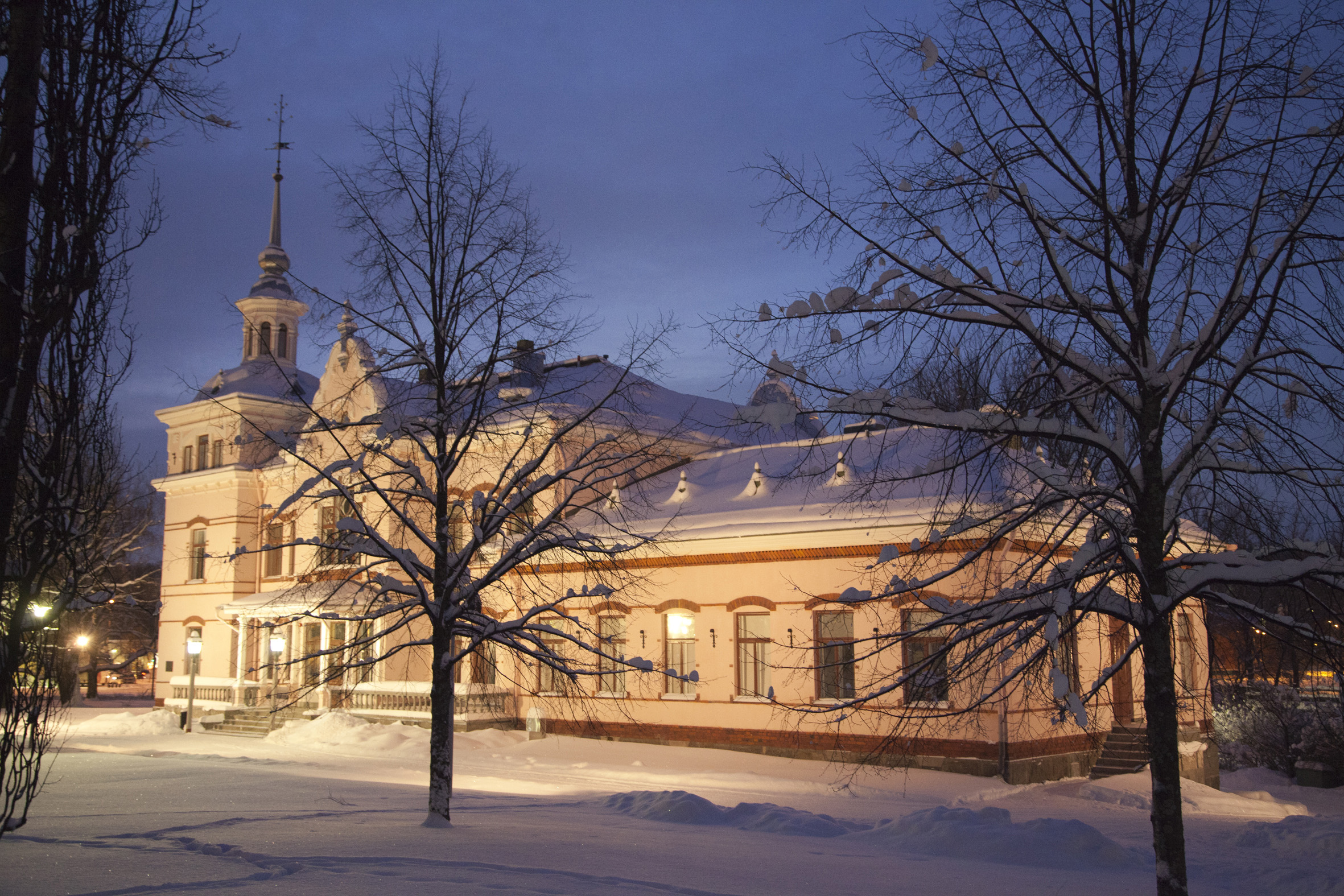
Musée historique.